# Saison 2018 de l'équipe cycliste Massi-Kuwait
La saison 2018 de l'équipe cycliste Massi-Kuwait est la quatrième de cette équipe continentale.

## Préparation de la saison 2018

### Arrivées et départs
| Arrivées               | Équipe 2017                  |
| ---------------------- | ---------------------------- |
| Jarrah Al-Mutairi      | Memil                        |
| Abdulhadi Alajmi       | Kuwait-Cartucho.es           |
| Saied Jafer Alali      | VIB Bikes                    |
| Khaled Alkhalaifah     | Kuwait-Cartucho.es           |
| Anas Alkandari         |                              |
| Salman Alsaffar        | Kuwait-Cartucho.es           |
| José Manuel Gutiérrez  | Kuwait-Cartucho.es           |
| Óskar Malatsetxebarria | Eiser-Hirumet                |
| Ali Moslim             | Kuwait-Cartucho.es           |
| Hilari Redondo         | ULB-Andy-Z Natural Greatness |
| Quentin Tanis          | CC Villeneuve Saint-Germain  |

| Départs            | Équipe 2018                   |
| ------------------ | ----------------------------- |
| Mubarak Alajmi     |                               |
| Yakoub Alsaffar    |                               |
| Oliver Flautt      | Cyclus Sports                 |
| Christian Mencía   | Telco.m Ederlan Frenkit       |
| Julio Pintado      | MVK25-AC Andorrana            |
| Jhonatan Sarmiento |                               |
| Kevin Sepúlveda    | JB Ropa Deportiva             |
| Mehdi Tigrine      | Java-Partizan                 |
| Marc Vilanova      | Portet Instal.lacions-Goufone |

## Coureurs et encadrement technique

### Effectif
| Cycliste               | Date de naissance | Nationalité | Équipe 2017                  |  |
| ---------------------- | ----------------- | ----------- | ---------------------------- |  |
| Jarrah Al-Mutairi      | 11 mars 1983      | Koweït      | Memil                        |  |
| Abdulhadi Alajmi       | 2 mai 1995        | Koweït      | Kuwait-Cartucho.es           |  |
| Saied Jafer Alali      | 29 octobre 1988   | Koweït      | VIB Bikes                    |  |
| Anas Alkandari         | 12 décembre 1986  | Koweït      |                              |  |
| Khaled Alkhalaifah     | 23 avril 1995     | Koweït      | Kuwait-Cartucho.es           |  |
| Salman Alsaffar        | 26 janvier 1989   | Koweït      | Kuwait-Cartucho.es           |  |
| Rubén Caseny           | 13 septembre 1986 | Espagne     | Massi-Kuwait Project         |  |
| Jorge Ferrer           | 14 février 1984   | Espagne     | Massi-Kuwait Project         |  |
| José Manuel Gutiérrez  | 4 mai 1988        | Espagne     | Kuwait-Cartucho.es           |  |
| Óskar Malatsetxebarria | 22 mars 1995      | Espagne     | Eiser-Hirumet                |  |
| Ali Moslim             | 1er novembre 1994 | Koweït      | Kuwait-Cartucho.es           |  |
| Alakari Othman         | 30 janvier 1988   | Koweït      | Massi-Kuwait Project         |  |
| Hilari Redondo         | 25 janvier 1994   | Espagne     | ULB-Andy-Z Natural Greatness |  |
| Quentin Tanis          | 27 mars 1990      | France      | CC Villeneuve Saint-Germain  |  |

## Bilan de la saison

### Victoires
| Date       | Course                                    | Pays   | Classe | Vainqueur         |
| ---------- | ----------------------------------------- | ------ | ------ | ----------------- |
| 29/06/2018 | Championnat du Koweït du contre-la-montre | Koweït | CN     | Saied Jafer Alali |
| 30/06/2018 | Championnat du Koweït                     | Koweït | CN     | Saied Jafer Alali |